# Lygodactylus broadleyi
Lygodactylus broadleyi este o specie de șopârle din genul Lygodactylus, familia Gekkonidae, descrisă de Pasteur 1995.
Este endemică în Tanzania. Conform Catalogue of Life specia Lygodactylus broadleyi nu are subspecii cunoscute.